# 国際卓球連盟
国際卓球連盟（こくさいたっきゅうれんめい、英語: International Table Tennis Federation, 略称：ITTF）は、卓球の国際競技連盟であり、世界卓球選手権を主催する団体である。
本部はスイス・ローザンヌにある。2017年5月に、加盟国・地域数が226となり、国際競技連盟の中で加盟協会数が最も多いスポーツ連盟になった。

## 沿革
初めての国際大会は1926年1月にドイツ・ベルリンで開催され、オーストリア、ドイツ、ハンガリー、スウェーデンの4ヶ国の尽力で同連盟が設立された。後に世界選手権第1回大会がロンドンで開催された。
ロイ・エバンズ会長時代に1988年ソウルオリンピックより卓球をオリンピック種目とすることを実現した。

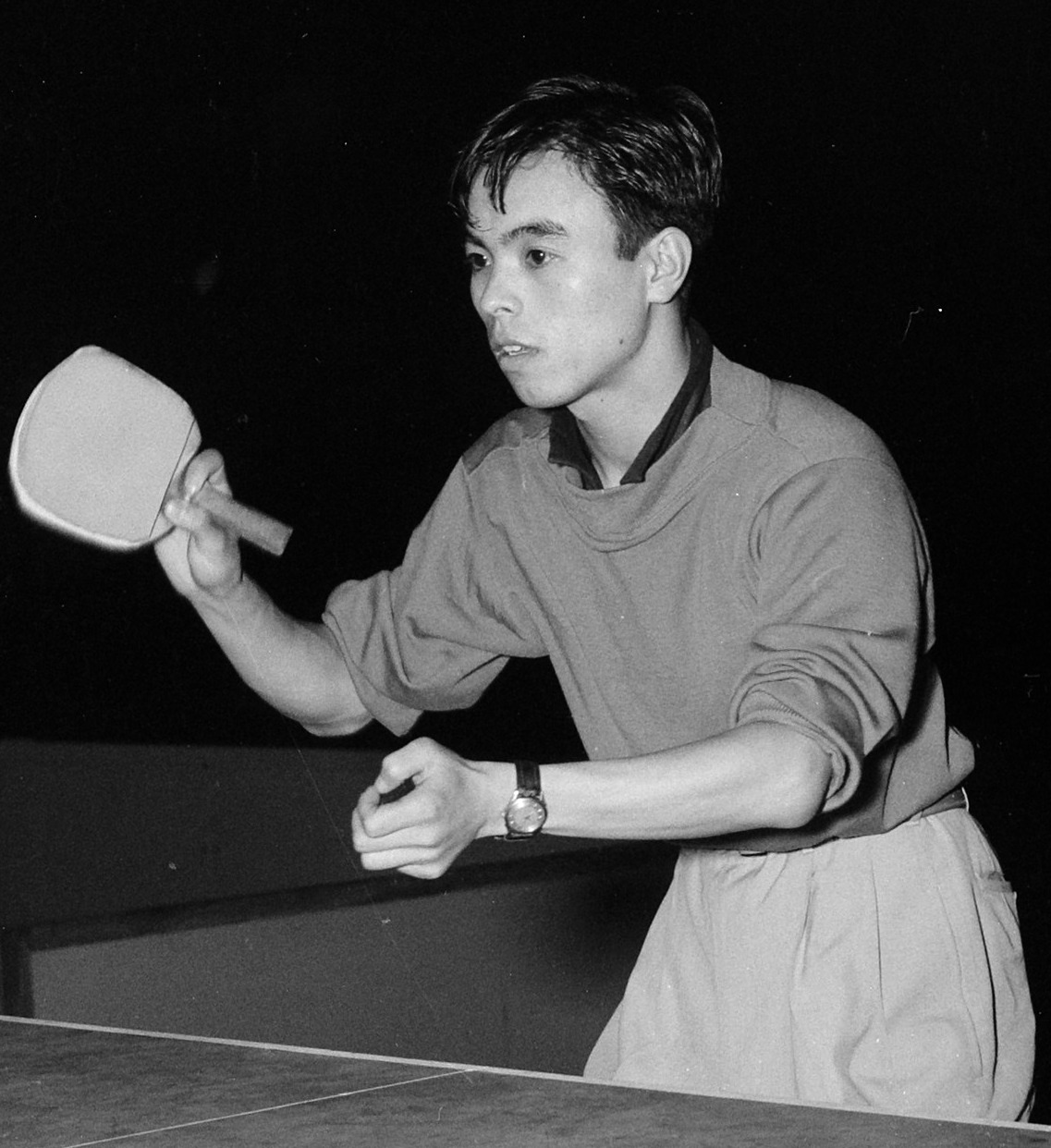
荻村伊智朗(1955)

荻村伊智朗会長時代に青い卓球台の導入、ラージボールの創設が行われた。また1991年世界選手権千葉大会での統一コリアチーム結成を後押しした。

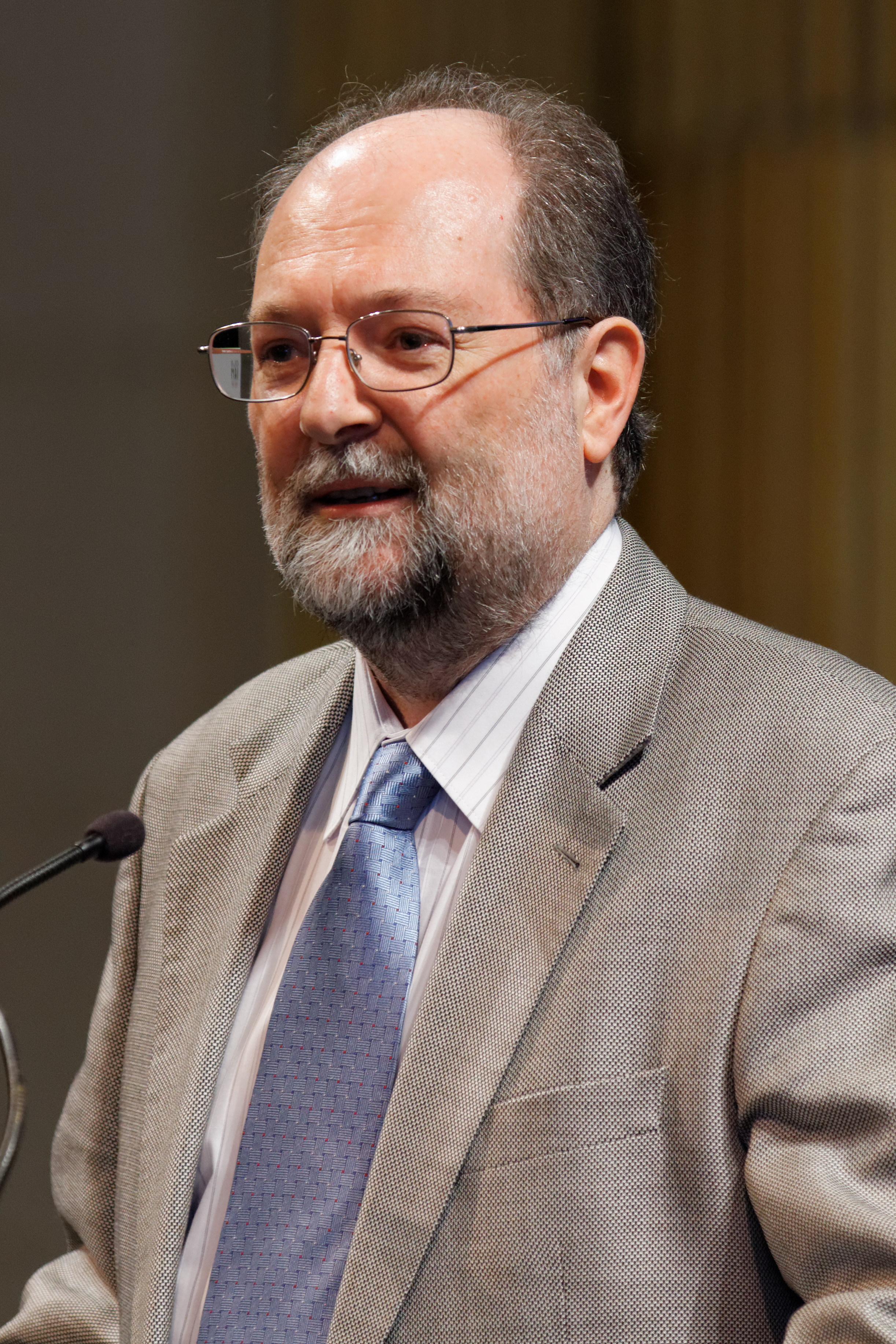
アダム・シャララ(2013)

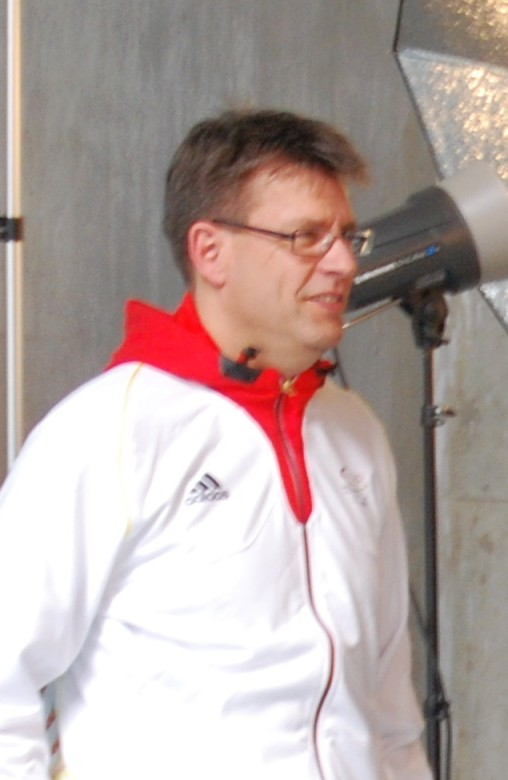
トーマス・ヴァイカット

アダム・シャララが会長となってからテレビ時代にあったルール変更が行われ、直径38mmであったボールの40mmへの変更、1ゲーム21点制から11点制への変更などが行われている。
2004年3月5日、ドーハでの理事会で2006年9月1日以降の会場内での接着剤使用及び2007年9月1日以降の接着剤の使用を禁じた。
2005年の総会で木村興治が副会長に就任することが決定した。
2013年の総会で前原正浩が副会長に就任することが決定した。
2014年4月30日、年次総会の記者会見でアダム・シャララ会長が9月1日で会長職を辞任すると発表された。会長職は2017年の年次総会での会長選挙までは、トーマス・ヴァイカット会長代理が務める。また、新たに作られたチェアマンという職務に、アダム・シャララが就任する

加盟協会数は第1回世界卓球選手権が開催された1926年当時は9に過ぎなかったが、1951年に50を超え、2006年に200を突破、2017年には226まで増大し、国際競技連盟に登録可能なすべての国と地域が加盟した初めてのスポーツ連盟となった。

## 世界選手権開催
2014年現在、国際卓球連盟の加盟協会数は220となっている。世界選手権の規模が巨大化しているため、国際卓球連盟理事会で大会を縮小することが決定した。アダム・シャララ会長はインタビューで、歴史的に卓球競技はどの協会でも世界選手権に参加できるやりかたをしてきた。組織委員会が受け入れる事ができればそれを維持したいが、2014年東京大会の規模で、日本卓球協会でさえ難しいと言う状況であった。日本で難しいという事は他の国ではできない事を意味すると述べている。

## 歴代会長
1. アイヴァー・モンタギュー（英語版）  イングランド 1926年-1967年
2. ロイ・エバンズ（英語版）  ウェールズ 1967年-1987年
3. 荻村伊智朗  日本 1987年-1994年
4. スヴェン・オロフ・ハンマルルンド（ドイツ語版）  スウェーデン 1994年-1995年（同年10月死去）[3]
5. 徐寅生（英語版）  中国 1995年-1999年
6. アダム・シャララ（英語版）  カナダ 1999年-2014年
7. トーマス・ヴァイカット（ドイツ語版）  ドイツ 2014年-2022年
8. Petra Sörling  スウェーデン 2022年-

## 大会
現在のITTF大会とオリンピック試合:
| 大会名                                 | 開始年 | 開催時   | 種目[a] | 種目[a] | 種目[a] | 種目[a] | 種目[a] | 種目[a] | 種目[a] |
| 大会名                                 | 開始年 | 開催時   | MT      | WT      | MS      | WS      | MD      | WD      | XD      |
| -------------------------------------- | ------ | -------- | ------- | ------- | ------- | ------- | ------- | ------- | ------- |
| オリンピック                           | 1988   | 4年に1度 | •       | •       | •       | •       |         |         |         |
| 世界卓球選手権個人戦                   | 1926   | 奇数年   |         |         | •       | •       | •       | •       | •       |
| 世界卓球選手権団体戦                   | 1926   | 偶数年   | •       | •       |         |         |         |         |         |
| 男子ワールドカップ                     | 1980   | 1年      |         |         | •       |         |         |         |         |
| 女子ワールドカップ                     | 1996   | 1年      |         |         |         | •       |         |         |         |
| ワールドチームカップ                   | 1990   | 奇数年   | •       | •       |         |         |         |         |         |
| 中国 vs. 世界挑戦                      | 2009   | 1年      | •       | •       |         |         |         |         |         |
| ITTFワールドツアー                     | 1996   | 1年      |         |         | •       | •       | •       | •       |         |
| ITTFワールドツアー・グランドファイナル | 1996   | 1年      |         |         | •       | •       | •       | •       |         |
| ITTFチャレンジ                         | 2017   | 1年      |         |         | •       | •       | •       | •       |         |
| ユースオリンピック                     | 2010   | 4年      | •       | •       | •       | •       |         |         |         |
| 世界ジュニア卓球選手権                 | 2003   | 1年      | •       | •       | •       | •       | •       | •       | •       |
| ITTFグローバルジュニアサーキット       | 1992   | 1年      | •       | •       | •       | •       | •       | •       |         |
| ITTグローバルカデットチャレンジ        | 2003   | 1年      | •       | •       | •       | •       | •       | •       |         |
| ITTFパラ卓球世界選手権                 | 1990   | 4年      |         |         |         |         |         |         |         |
| ITTF世界ベテランツアー                 | 2019   | 1年      |         |         |         |         |         |         |         |
| WTT                                    | 2020   | 1年      |         |         |         |         |         |         |         |
| 世界ユース卓球選手権                   | 2021   | 1年      | •       | •       | •       | •       | •       | •       | •       |

a. ^ MT/WT: 男子チーム/女子チーム; MS/WS: 男子/女子 シングルス; MD/WD: 男子/女子 ダブルス; XD: 混合ダブルス